# Eleições legislativas portuguesas de 1987 no distrito de Aveiro
| Eleições legislativas portuguesas de 1987 Distritos: Aveiro \| Beja \| Braga \| Bragança \| Castelo Branco \| Coimbra \| Évora \| Faro \| Guarda \| Leiria \| Lisboa \| Portalegre \| Porto \| Santarém \| Setúbal \| Viana do Castelo \| Vila Real \| Viseu \| Açores \| Madeira \| Estrangeiro |

## Resultados por Concelho
Os resultados nos concelhos do Distrito de Aveiro foram os seguintes:

### Águeda
| Partido                 | Partido                        | Votos  | %               | +/-   |
| ----------------------- | ------------------------------ | ------ | --------------- | ----- |
|                         | Partido Social Democrata       | 14 430 | 59,16 / 100,00  | 24,65 |
|                         | Partido Socialista             | 5 376  | 22,04 / 100,00  | 5,00  |
|                         | Centro Democrático e Social    | 1 904  | 7,81 / 100,00   | 8,90  |
|                         | Coligação Democrática Unitária | 1 179  | 4,83 / 100,00   | 1,94  |
|                         | Partido Renovador Democrático  | 434    | 1,78 / 100,00   | 8,36  |
|                         | Outros                         | 586    | 2,40 / 100,00   |       |
| Votos Inválidos         | Votos Inválidos                | 481    | 1,97 / 100,00   | 0,07  |
| Total                   | Total                          | 24 390 | 100,00 / 100,00 |       |
| Eleitorado/Participação | Eleitorado/Participação        | 34 302 | 71,10 / 100,00  | 0,31  |

### Albergaria-a-Velha
| Partido                 | Partido                        | Votos  | %               | +/-   |
| ----------------------- | ------------------------------ | ------ | --------------- | ----- |
|                         | Partido Social Democrata       | 7 889  | 64,39 / 100,00  | 24,10 |
|                         | Partido Socialista             | 2 400  | 19,59 / 100,00  | 1,53  |
|                         | Centro Democrático e Social    | 814    | 6,64 / 100,00   | 10,78 |
|                         | Coligação Democrática Unitária | 358    | 2,92 / 100,00   | 1,45  |
|                         | Partido Renovador Democrático  | 292    | 2,38 / 100,00   | 9,42  |
|                         | Outros                         | 255    | 2,08 / 100,00   |       |
| Votos Inválidos         | Votos Inválidos                | 243    | 1,99 / 100,00   | 0,28  |
| Total                   | Total                          | 12 251 | 100,00 / 100,00 |       |
| Eleitorado/Participação | Eleitorado/Participação        | 16 472 | 74,37 / 100,00  | 1,21  |

### Anadia
| Partido                 | Partido                        | Votos  | %               | +/-   |
| ----------------------- | ------------------------------ | ------ | --------------- | ----- |
|                         | Partido Social Democrata       | 11 758 | 67,08 / 100,00  | 20,09 |
|                         | Partido Socialista             | 3 259  | 18,59 / 100,00  | 2,06  |
|                         | Centro Democrático e Social    | 1 129  | 6,44 / 100,00   | 8,90  |
|                         | Coligação Democrática Unitária | 418    | 2,38 / 100,00   | 1,51  |
|                         | Partido Renovador Democrático  | 198    | 1,13 / 100,00   | 6,19  |
|                         | Outros                         | 360    | 2,06 / 100,00   |       |
| Votos Inválidos         | Votos Inválidos                | 406    | 2,32 / 100,00   | 0,69  |
| Total                   | Total                          | 17 528 | 100,00 / 100,00 |       |
| Eleitorado/Participação | Eleitorado/Participação        | 24 152 | 72,57 / 100,00  | 3,03  |

### Arouca
| Partido                 | Partido                         | Votos  | %               | +/-   |
| ----------------------- | ------------------------------- | ------ | --------------- | ----- |
|                         | Partido Social Democrata        | 9 771  | 72,70 / 100,00  | 26,17 |
|                         | Partido Socialista              | 1 727  | 12,85 / 100,00  | 3,17  |
|                         | Centro Democrático e Social     | 842    | 6,26 / 100,00   | 12,26 |
|                         | Coligação Democrática Unitária  | 206    | 1,53 / 100,00   | 1,76  |
|                         | Partido Renovador Democrático   | 191    | 1,42 / 100,00   | 7,99  |
|                         | Movimento Democrático Português | 147    | 1,09 / 100,00   | -     |
|                         | Outros                          | 278    | 2,06 / 100,00   |       |
| Votos Inválidos         | Votos Inválidos                 | 278    | 2,07 / 100,00   | 0,55  |
| Total                   | Total                           | 13 440 | 100,00 / 100,00 |       |
| Eleitorado/Participação | Eleitorado/Participação         | 18 038 | 74,51 / 100,00  | 0,86  |

### Aveiro
| Partido                 | Partido                        | Votos  | %               | +/-   |
| ----------------------- | ------------------------------ | ------ | --------------- | ----- |
|                         | Partido Social Democrata       | 22 352 | 61,72 / 100,00  | 25,99 |
|                         | Partido Socialista             | 7 174  | 19,81 / 100,00  | 0,16  |
|                         | Centro Democrático e Social    | 2 514  | 6,94 / 100,00   | 11,84 |
|                         | Coligação Democrática Unitária | 1 708  | 4,72 / 100,00   | 2,17  |
|                         | Partido Renovador Democrático  | 894    | 2,47 / 100,00   | 10,92 |
|                         | Outros                         | 891    | 2,46 / 100,00   |       |
| Votos Inválidos         | Votos Inválidos                | 681    | 1,88 / 100,00   | 0,46  |
| Total                   | Total                          | 36 214 | 100,00 / 100,00 |       |
| Eleitorado/Participação | Eleitorado/Participação        | 47 802 | 75,76 / 100,00  | 1,63  |

### Castelo de Paiva
| Partido                 | Partido                        | Votos  | %               | +/-   |
| ----------------------- | ------------------------------ | ------ | --------------- | ----- |
|                         | Partido Social Democrata       | 5 604  | 60,50 / 100,00  | 24,47 |
|                         | Partido Socialista             | 2 588  | 27,94 / 100,00  | 3,78  |
|                         | Coligação Democrática Unitária | 251    | 2,71 / 100,00   | 1,87  |
|                         | Centro Democrático e Social    | 188    | 2,03 / 100,00   | 5,39  |
|                         | Partido Renovador Democrático  | 160    | 1,73 / 100,00   | 12,00 |
|                         | Outros                         | 310    | 3,34 / 100,00   |       |
| Votos Inválidos         | Votos Inválidos                | 162    | 1,75 / 100,00   | 0,84  |
| Total                   | Total                          | 9 263  | 100,00 / 100,00 |       |
| Eleitorado/Participação | Eleitorado/Participação        | 12 001 | 77,19 / 100,00  | 7,34  |

### Espinho
| Partido                 | Partido                        | Votos  | %               | +/-   |
| ----------------------- | ------------------------------ | ------ | --------------- | ----- |
|                         | Partido Social Democrata       | 10 485 | 51,16 / 100,00  | 15,82 |
|                         | Partido Socialista             | 5 805  | 28,32 / 100,00  | 3,96  |
|                         | Coligação Democrática Unitária | 2 108  | 10,29 / 100,00  | 2,79  |
|                         | Partido Renovador Democrático  | 746    | 3,64 / 100,00   | 12,12 |
|                         | Centro Democrático e Social    | 617    | 3,01 / 100,00   | 3,84  |
|                         | Outros                         | 405    | 1,98 / 100,00   |       |
| Votos Inválidos         | Votos Inválidos                | 329    | 1,61 / 100,00   | 0,42  |
| Total                   | Total                          | 20 495 | 100,00 / 100,00 |       |
| Eleitorado/Participação | Eleitorado/Participação        | 25 341 | 80,88 / 100,00  | 0,56  |

### Estarreja
| Partido                 | Partido                         | Votos  | %               | +/-   |
| ----------------------- | ------------------------------- | ------ | --------------- | ----- |
|                         | Partido Social Democrata        | 9 268  | 62,18 / 100,00  | 19,37 |
|                         | Partido Socialista              | 2 505  | 16,81 / 100,00  | 0,29  |
|                         | Partido Renovador Democrático   | 862    | 5,78 / 100,00   | 10,94 |
|                         | Coligação Democrática Unitária  | 797    | 5,35 / 100,00   | 1,77  |
|                         | Centro Democrático e Social     | 647    | 4,34 / 100,00   | 6,78  |
|                         | Movimento Democrático Português | 186    | 1,25 / 100,00   | -     |
|                         | Outros                          | 300    | 2,02 / 100,00   |       |
| Votos Inválidos         | Votos Inválidos                 | 341    | 2,28 / 100,00   | 0,03  |
| Total                   | Total                           | 14 906 | 100,00 / 100,00 |       |
| Eleitorado/Participação | Eleitorado/Participação         | 20 470 | 72,82 / 100,00  | 2,54  |

### Ílhavo
| Partido                 | Partido                        | Votos  | %               | +/-   |
| ----------------------- | ------------------------------ | ------ | --------------- | ----- |
|                         | Partido Social Democrata       | 10 711 | 65,50 / 100,00  | 24,43 |
|                         | Partido Socialista             | 3 217  | 19,67 / 100,00  | 2,73  |
|                         | Centro Democrático e Social    | 665    | 4,07 / 100,00   | 7,18  |
|                         | Coligação Democrática Unitária | 645    | 3,94 / 100,00   | 2,36  |
|                         | Partido Renovador Democrático  | 413    | 2,53 / 100,00   | 11,32 |
|                         | Outros                         | 412    | 2,53 / 100,00   |       |
| Votos Inválidos         | Votos Inválidos                | 290    | 1,77 / 100,00   | 0,51  |
| Total                   | Total                          | 16 353 | 100,00 / 100,00 |       |
| Eleitorado/Participação | Eleitorado/Participação        | 23 775 | 68,78 / 100,00  | 2,70  |

### Mealhada
| Partido                 | Partido                        | Votos  | %               | +/-   |
| ----------------------- | ------------------------------ | ------ | --------------- | ----- |
|                         | Partido Social Democrata       | 4 794  | 47,17 / 100,00  | 20,82 |
|                         | Partido Socialista             | 3 596  | 35,38 / 100,00  | 0,65  |
|                         | Coligação Democrática Unitária | 733    | 7,21 / 100,00   | 3,41  |
|                         | Centro Democrático e Social    | 279    | 2,74 / 100,00   | 4,30  |
|                         | Partido Renovador Democrático  | 220    | 2,16 / 100,00   | 11,94 |
|                         | Outros                         | 276    | 2,71 / 100,00   |       |
| Votos Inválidos         | Votos Inválidos                | 266    | 2,62 / 100,00   | 0,42  |
| Total                   | Total                          | 10 164 | 100,00 / 100,00 |       |
| Eleitorado/Participação | Eleitorado/Participação        | 15 041 | 67,58 / 100,00  | 3,39  |

### Murtosa
| Partido                 | Partido                        | Votos | %               | +/-   |
| ----------------------- | ------------------------------ | ----- | --------------- | ----- |
|                         | Partido Social Democrata       | 3 840 | 77,78 / 100,00  | 17,55 |
|                         | Partido Socialista             | 528   | 10,69 / 100,00  | 3,41  |
|                         | Centro Democrático e Social    | 166   | 3,36 / 100,00   | 7,21  |
|                         | Coligação Democrática Unitária | 73    | 1,48 / 100,00   | 1,40  |
|                         | Partido Renovador Democrático  | 66    | 1,34 / 100,00   | 5,13  |
|                         | Outros                         | 130   | 2,63 / 100,00   |       |
| Votos Inválidos         | Votos Inválidos                | 134   | 2,71 / 100,00   | 0,60  |
| Total                   | Total                          | 4 937 | 100,00 / 100,00 |       |
| Eleitorado/Participação | Eleitorado/Participação        | 7 522 | 65,63 / 100,00  | 3,40  |

### Oliveira de Azeméis
| Partido                 | Partido                        | Votos  | %               | +/-   |
| ----------------------- | ------------------------------ | ------ | --------------- | ----- |
|                         | Partido Social Democrata       | 21 462 | 60,79 / 100,00  | 23,25 |
|                         | Partido Socialista             | 8 135  | 23,04 / 100,00  | 0,35  |
|                         | Centro Democrático e Social    | 1 675  | 4,74 / 100,00   | 6,27  |
|                         | Coligação Democrática Unitária | 1 242  | 3,52 / 100,00   | 1,87  |
|                         | Partido Renovador Democrático  | 1 195  | 3,38 / 100,00   | 14,41 |
|                         | Outros                         | 978    | 2,77 / 100,00   |       |
| Votos Inválidos         | Votos Inválidos                | 619    | 1,76 / 100,00   | 0,27  |
| Total                   | Total                          | 35 306 | 100,00 / 100,00 |       |
| Eleitorado/Participação | Eleitorado/Participação        | 46 942 | 75,21 / 100,00  | 0,88  |

### Oliveira do Bairro
| Partido                 | Partido                        | Votos  | %               | +/-   |
| ----------------------- | ------------------------------ | ------ | --------------- | ----- |
|                         | Partido Social Democrata       | 8 149  | 74,47 / 100,00  | 24,38 |
|                         | Centro Democrático e Social    | 1 098  | 10,03 / 100,00  | 14,13 |
|                         | Partido Socialista             | 972    | 8,88 / 100,00   | 2,17  |
|                         | Coligação Democrática Unitária | 167    | 1,53 / 100,00   | 0,13  |
|                         | Outros                         | 291    | 2,66 / 100,00   |       |
| Votos Inválidos         | Votos Inválidos                | 265    | 2,42 / 100,00   | 0,29  |
| Total                   | Total                          | 10 942 | 100,00 / 100,00 |       |
| Eleitorado/Participação | Eleitorado/Participação        | 14 429 | 75,83 / 100,00  | 0,29  |

### Ovar
| Partido                 | Partido                         | Votos  | %               | +/-   |
| ----------------------- | ------------------------------- | ------ | --------------- | ----- |
|                         | Partido Social Democrata        | 12 364 | 50,92 / 100,00  | 17,56 |
|                         | Partido Socialista              | 6 449  | 26,56 / 100,00  | 4,21  |
|                         | Coligação Democrática Unitária  | 2 084  | 8,58 / 100,00   | 2,64  |
|                         | Partido Renovador Democrático   | 1 322  | 5,45 / 100,00   | 14,54 |
|                         | Centro Democrático e Social     | 747    | 3,08 / 100,00   | 3,86  |
|                         | Movimento Democrático Português | 244    | 1,00 / 100,00   | -     |
|                         | Outros                          | 613    | 2,53 / 100,00   |       |
| Votos Inválidos         | Votos Inválidos                 | 456    | 1,88 / 100,00   | 0,26  |
| Total                   | Total                           | 24 279 | 100,00 / 100,00 |       |
| Eleitorado/Participação | Eleitorado/Participação         | 34 166 | 71,06 / 100,00  | 2,61  |

### Santa Maria da Feira
| Partido                 | Partido                        | Votos  | %               | +/-   |
| ----------------------- | ------------------------------ | ------ | --------------- | ----- |
|                         | Partido Social Democrata       | 32 964 | 53,60 / 100,00  | 18,01 |
|                         | Partido Socialista             | 20 005 | 32,53 / 100,00  | 2,45  |
|                         | Coligação Democrática Unitária | 2 561  | 4,16 / 100,00   | 2,37  |
|                         | Centro Democrático e Social    | 2 177  | 3,54 / 100,00   | 5,41  |
|                         | Partido Renovador Democrático  | 1 401  | 2,28 / 100,00   | 11,26 |
|                         | Outros                         | 1 450  | 2,37 / 100,00   |       |
| Votos Inválidos         | Votos Inválidos                | 941    | 1,53 / 100,00   | 0,51  |
| Total                   | Total                          | 61 499 | 100,00 / 100,00 |       |
| Eleitorado/Participação | Eleitorado/Participação        | 81 462 | 75,49 / 100,00  | 2,01  |

### São João da Madeira
| Partido                 | Partido                        | Votos  | %               | +/-   |
| ----------------------- | ------------------------------ | ------ | --------------- | ----- |
|                         | Partido Social Democrata       | 5 707  | 51,78 / 100,00  | 22,29 |
|                         | Partido Socialista             | 3 150  | 28,58 / 100,00  | 2,64  |
|                         | Coligação Democrática Unitária | 697    | 6,32 / 100,00   | 2,32  |
|                         | Centro Democrático e Social    | 588    | 5,33 / 100,00   | 8,41  |
|                         | Partido Renovador Democrático  | 468    | 4,25 / 100,00   | 13,24 |
|                         | Outros                         | 258    | 2,34 / 100,00   |       |
| Votos Inválidos         | Votos Inválidos                | 154    | 1,40 / 100,00   | 0,47  |
| Total                   | Total                          | 11 022 | 100,00 / 100,00 |       |
| Eleitorado/Participação | Eleitorado/Participação        | 14 161 | 77,83 / 100,00  | 2,12  |

### Sever do Vouga
| Partido                 | Partido                         | Votos  | %               | +/-   |
| ----------------------- | ------------------------------- | ------ | --------------- | ----- |
|                         | Partido Social Democrata        | 6 000  | 71,01 / 100,00  | 23,93 |
|                         | Partido Socialista              | 1 104  | 13,07 / 100,00  | 2,09  |
|                         | Centro Democrático e Social     | 720    | 8,52 / 100,00   | 12,35 |
|                         | Coligação Democrática Unitária  | 137    | 1,62 / 100,00   | 1,70  |
|                         | Movimento Democrático Português | 100    | 1,18 / 100,00   | -     |
|                         | Partido Renovador Democrático   | 93     | 1,10 / 100,00   | 7,24  |
|                         | Outros                          | 119    | 1,41 / 100,00   |       |
| Votos Inválidos         | Votos Inválidos                 | 176    | 2,08 / 100,00   | 0,35  |
| Total                   | Total                           | 8 449  | 100,00 / 100,00 |       |
| Eleitorado/Participação | Eleitorado/Participação         | 10 646 | 79,36 / 100,00  | 0,80  |

### Vagos
| Partido                 | Partido                     | Votos  | %               | +/-   |
| ----------------------- | --------------------------- | ------ | --------------- | ----- |
|                         | Partido Social Democrata    | 8 590  | 81,22 / 100,00  | 29,73 |
|                         | Partido Socialista          | 750    | 7,09 / 100,00   | 3,95  |
|                         | Centro Democrático e Social | 699    | 6,61 / 100,00   | 21,36 |
|                         | Outros                      | 334    | 3,17 / 100,00   |       |
| Votos Inválidos         | Votos Inválidos             | 203    | 1,92 / 100,00   | 0,25  |
| Total                   | Total                       | 10 576 | 100,00 / 100,00 |       |
| Eleitorado/Participação | Eleitorado/Participação     | 14 187 | 74,55 / 100,00  | 0,96  |

### Vale de Cambra
| Partido                 | Partido                        | Votos  | %               | +/-   |
| ----------------------- | ------------------------------ | ------ | --------------- | ----- |
|                         | Partido Social Democrata       | 8 773  | 62,78 / 100,00  | 27,98 |
|                         | Partido Socialista             | 2 467  | 17,65 / 100,00  | 1,40  |
|                         | Centro Democrático e Social    | 1 421  | 10,17 / 100,00  | 11,96 |
|                         | Partido Renovador Democrático  | 326    | 2,33 / 100,00   | 12,15 |
|                         | Coligação Democrática Unitária | 298    | 2,13 / 100,00   | 1,54  |
|                         | Outros                         | 368    | 2,63 / 100,00   |       |
| Votos Inválidos         | Votos Inválidos                | 322    | 2,40 / 100,00   | 0,13  |
| Total                   | Total                          | 13 975 | 100,00 / 100,00 |       |
| Eleitorado/Participação | Eleitorado/Participação        | 18 789 | 74,38 / 100,00  | 2,75  |